# Hansmartin Simpfendörfer
Hansmartin Simpfendörfer (* 22. Juni 1934 in Creglingen; † 12. Oktober 2024 in Weikersheim) war ein deutscher Politiker (SPD). Er war von 1972 bis 1980 Mitglied des Deutschen Bundestages.

## Leben
Simpfendörfer wurde als Sohn eines Pfarrers geboren. Nach dem Besuch der Gymnasien in Bad Mergentheim und Schwäbisch Hall absolvierte er von 1949 bis zum Abitur 1953 die evangelisch-theologischen Seminare (Gymnasien) in Maulbronn und Blaubeuren. Anschließend nahm er ein pädagogisches Studium (Fächer: Deutsch, Geschichte und Englisch) auf, das er 1959 mit dem ersten und 1961 mit dem zweiten Staatsexamen für das höhere Lehramt beendete. In Tübingen wurde er 1953 Mitglied der Studentenverbindung AG Rothenburg. Von 1961 bis 1972 war er als Lehrer am Gymnasium Weikersheim tätig. 1965 wurde er zum Studienrat und 1969 zum Oberstudienrat befördert.

## Politik
Simpfendörfer war seit Oktober 1963 Mitglied der SPD. Er war Ratsmitglied der Stadt Weikersheim und Kreistagsabgeordneter. Bei der Bundestagswahl 1972 wurde er über die Landesliste der SPD Baden-Württemberg in den Deutschen Bundestag gewählt. Hier war er Mitglied des Haushaltsausschusses. 1978 erklärte er aus persönlichen Gründen nicht mehr für den Bundestag kandidieren zu wollen. Mit Ablauf der Wahlperiode schied er 1980 aus dem Parlament aus.